# 20歳の結婚
『20歳の結婚』（はたちのけっこん）は、2000年7月6日から9月14日まで、TBS系の毎週木曜日21:00 - 21:54に放送された日本のテレビドラマ。

## 概要
この春、短大を卒業した古風で恋愛に疎い性格の蓮子。家業である造園業を手伝う中、偶然知り合った瑛二に一目惚れしてしまう。蓮子と瑛二の結婚までを描いたホーム・ラブコメディードラマ。
放送当時、“癒し系”として話題を呼んでいた優香の初めての連続ドラマ主演作である。また、デビュー間もない時期の押尾学・坂口憲二・宮崎あおい・米倉涼子らも出演しており、後に話題となった。
中園ミホら人気脚本家による小気味よいストーリー展開から、本放送終了後も根強い人気を保っているが、一切の映像ソフト化及びオンデマンド配信がなされていない。
TBS系列の無い秋田県では秋田放送で日曜12時から17日遅れで放送。
2009年6月にTBSチャンネルで再放送が行われたが、2009年8月3日に押尾学が逮捕されたことにより打ち切りとなった。

## キャスト
中願寺蓮子
演 - 優香
主人公、中願寺家の次女、家業の植木屋を手伝っている、今どきちょっと地味な20歳の娘。
中願寺蘭子
演 - 米倉涼子
中願寺家の長女。
麻生恵
演 - 安西ひろこ
蓮子の友人で、蓮子とは逆に典型的な今どきの娘。
島村瑛二
演 - 押尾学
小三郎が旅先で知り合い連れて帰ってきた青年。
中願寺孝太郎
演 - 松尾雄一
中願寺家の長男。
牧原類子
演 - 平山綾
孝太郎の彼女。
中願寺栞
演 - 宮崎あおい
中願寺家の三女、高校生。
飯田継男
演 - 坂口憲二
中願寺造園の従業員、硬派な性格で瑛二の事をあまり気に入っていない。
大沢駿
演 - 鮫島巧
中願寺造園の従業員、恵と同棲している。
磯部五郎
演 - 竹沢一馬
一柳麻衣子
演 - 増田恵子
小料理屋の女将。
中願寺里子
演 - 宮崎美子
蘭子と蓮子の母、難癖がある亭主に代わって造園業を切り盛りしている。
中願寺小三郎
演 - 中尾彬
蘭子と蓮子の父、家業を放って旅に出る難癖がある。

## テーマ曲
- オープニングテーマ - 「Behind」FANATIC◇CRISIS
- エンディングテーマ - 「レター」ロッキンチェアー
- インストゥルメンタルテーマ - Love＠Hacker」DOGGY BAG

## スタッフ
- 脚本 - 尾西兼一、中園ミホ、吉本昌弘
- プロデュース - 和田豊彦、井下倫子
- 演出 - 中島悟、飯島真一、江口正和
- 制作 - AVEC、TBS
- 技術 - 東通

## サブタイトル
1. 恋するバースディ!
2. 初めて!ふたりの夜
3. 爆裂!親子バトル
4. 哀しいキスと恋の行方
5. お母さんの花嫁衣裳!
6. 小さな恋のメロディー
7. やっと通じた私の想い
8. はじめてのKISS!
9. あなたと結婚したい!
10. お前と家族を作りたい
11. 私、幸せになります

| TBS系 木曜21枠ドラマ | TBS系 木曜21枠ドラマ | TBS系 木曜21枠ドラマ              |
| 前番組               | 番組名               | 次番組                            |
| -------------------- | -------------------- | --------------------------------- |
| 君が教えてくれたこと | 20歳の結婚           | 渡る世間は鬼ばかり（第5シリーズ） |